# Kinderharfe

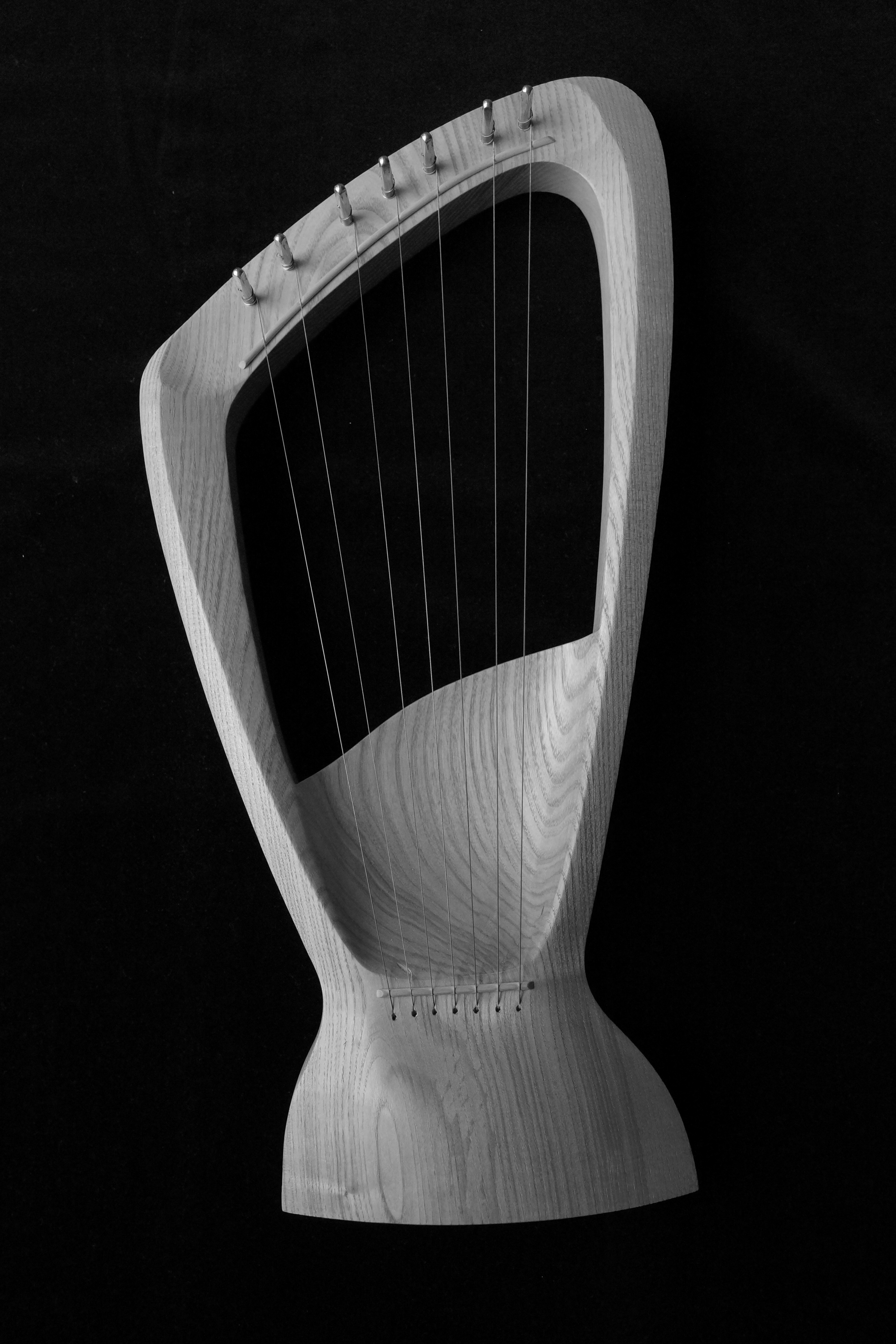
Die seit 1968 gebaute ursprüngliche Form der Kinderharfe

Die Kinderharfe ist ein siebensaitiges, pentatonisch gestimmtes kleines Saiteninstrument, das in der Waldorfpädagogik verwendet wird. Der Name beinhaltet zwar das Wort „Harfe“; in der Instrumentenkunde gehört die Kinderharfe aber nicht zu den Harfen, sondern zum Instrumententyp der Leiern.

## Bauform und Funktion
Die Kinderharfe entspricht von der Form her einer asymmetrischen Leier. Sie hat einen offenen Resonanzkörper. Ihre sieben Stahlsaiten sind über einen aus einem Stück gearbeiteten Holzrahmen, meist aus Ahorn oder Esche, gespannt, der aus dem Joch und einer doppelt gebogenen Klangschale besteht. Die obere Hälfte der Klangschale befindet sich muschelförmig konkav gewölbt hinter den Saiten und umgibt diese zu gut einem Drittel ihrer Länge. Die untere Hälfte der Klangschale kann bauartbedingt ebenfalls muschelförmig geformt sein, aber konvex nach vorne gewölbt und bildet den Standfuß des Instruments. Die Saiten verlaufen über einen Steg zu den Metallwirbeln am Joch.
Die Kinderharfe ist in einer in der Waldorfpädagogik weit verbreiteten, eine doppelte Quinte umfassenden pentatonischen Tonreihe d1–e1–g1–a1–h1–d2–e2 gestimmt, vorzugsweise in reinen Quinten, manchmal auch temperiert.

## Geschichte
Die Kinderharfe wurde 1968 von dem Werklehrer und späteren Instrumentenbauer Helmut Hofstetter (1934–1983), dem Musikpädagogen Julius Knierim (1919–1999) und dem Instrumentenbauer Norbert Visser (1919–2003) konzipiert. Für das Musizieren mit Kindern im Vorschulalter und im ersten Schulalter sollte ein Saiteninstrument entstehen, das durch die Offenheit seines Klanges (Verzicht auf einen geschlossenen Resonanzkörper) und seine charakteristische pentatonische Stimmung dem Musikerlebnis dieser Altersstufe weitgehend entsprechen konnte. Die ersten Instrumente wurden von Schülern handgeschnitzt und bald darauf von Helmut Hofstetter professionell gebaut. Seit etwa 1975 werden sie in den sozialtherapeutischen „Choroi-Werkstätten“ von Menschen mit Behinderung hergestellt. Mit zunehmender Verbreitung dieses neuartigen Instruments entwickelten verschiedene Instrumentenbauer eine Vielfalt neuer Modelle und Formen desselben Typus. Gegenwärtig begegnet man der Kinderharfe weltweit, vor allem in Waldorfkindergärten und -schulen, im familiären Musizieren mit kleinen Kindern und in der Musiktherapie.

## Spieltechnik
Das verhältnismäßig kleine und leichte Instrument kann schon von Schulanfängern im Stehen oder in Bewegung gespielt werden und eignet sich so besonders für sozial-musikalische, improvisatorische Übungen. Im Sitzen gespielt, wird es aufrecht, leicht schräg, auf dem Schoß mit der Hand gehalten. Die Saiten werden in der Regel nicht gezupft, sondern mit Fingern der Haupthand durch ein weiches, aber nachdrückliches horizontales Anstreichen mit der Fingerkuppe zum Klingen gebracht, wobei der Spielfinger gegen die nächsthöhere Saite fällt. Dies entspricht der Tonbildung bei der seit 1926 gebauten modernen Leier, an deren Tradition die Kinderharfe anknüpft.

## Pädagogik
In Kindertagesstätten finden Kinderharfen vielfältige Verwendung; zur Begleitung des Singens, zu Puppenspielen, im freien Spiel der Kinder sowie im Rahmen explizit musikalischer Angebote.
In den Klassenstufen 1 und 2 vieler Waldorfschulen wird die Kinderharfe als Instrument für das Klassenmusizieren verwendet. Familien mit kleinen Kindern nutzen das Instrument vor allem beim abendlichen Zu-Bett-Bringen und beobachten eine entspannende, das Einschlafen fördernde Wirkung.

## Musiktherapie
Hier wird die Kinderharfe in verschiedenen Bereichen eingesetzt, unter anderem in der Sterbebegleitung und bei Frühgeborenen.